# M47龍式反坦克飛彈
M47「龍」式反坦克導彈（M47 Dragon；在研發過程中的編號為FGM-77；以下簡稱「龍式」）是一款由美国雷神公司所研製、並且與麦克唐纳-道格拉斯公司（今波音）一同生產的單兵肩扛便攜式反坦克导弹系統而他就是世界上第一個既可以單兵攜帶又可以肩扛/肩射的反坦克導彈發射器，旨在摧毀裝甲戰鬥車輛（尤其是坦克）、受装甲保護物體（如碉堡）和低空飛行的直升機（必要時），用以取代M67 90毫米無後座力炮，發射127毫米反坦克导弹。
其代號由來是其30對液態燃料微型火箭發動機推動導彈飛行時發出的一系列火花和發出的噼啪聲以後給予該名字。2001年起，美军逐漸將它淘汰，轉而使用更為新型的FGM-148「標槍」系統。

## 歷史
1960年，美國陸軍軍械導彈司令部（AOMC）根據道格拉斯的提議，啟動了中型反坦克武器（MAW）計劃。1964年8月，道格拉斯獲得了研發XM-47的合同，其中包括一項為期12個月、射程為1,000公尺的試驗。1967年，XM-47被重新命名為FGM-77和FTM-77（FTM-77為訓練型）。1967年12月，導彈首度試射，隨後於1968年7月5日在實彈（包括發射組件、制導和發射器）情況下發射。
美国陆军、美国海军陆战队以及美國以外多國軍隊都有採用的龍式導彈，首先在1975年1月，首度發配給駐紮在歐洲大陸以上的美國陸軍士兵。1981 年 4 月，“龍式”的基礎版本在美國陸軍中的部署完成。 美國陸軍最初將“龍式”作為班級武器部署，每個步槍班都有一名攜帶該武器的反裝甲專家。 1990 年代的重組見證了“龍式”的行動，機械化步兵每個班都有兩個發射器。 步兵、空降和空中突擊部隊在排的武器小隊中獲得了一對兩人反坦克導彈小隊，而輕步兵（六支隊伍）和遊騎兵（三支隊伍）部隊則在連一級擁有他們的龍式反坦克飛彈。
在美國海軍陸戰隊服役期間，“龍”型導彈集中在營級的一個專門的導彈排中，有32支“龍型”小隊。 該排由四個部分組成，每個部分有四支小隊，由兩個兩人組成的小隊組成。
龍式導彈採用了高爆反坦克彈頭與導線制導系統，能夠擊破裝甲戰鬥車輛（比如主戰坦克、装甲输送车）、強化地堡和其他結構強化目標。雖然它被生產出來的主要目的是為了擊破T-55、T-62和T-72等苏联主戰坦克，但直到1990年代、比如在海湾战争的軍事行動當中，仍可看見它正被使用。
2001年，美軍將其正式退役，但在美國軍械庫裡仍然保留著該武器的存貨，而且仍被美國以外眾多軍隊或武裝部隊使用。

## 描述
龍式導彈的有效射程約為1,000公尺，導彈以100公尺／秒的速度，以紅外制導瞄準儀引導飛行。發射後，操作員需持續追踪導彈直到目標，使射手暴露在敵人的火力下。
飛行和制導的原理都很有趣。第一個奇怪之處在於扣下扳機與擊發用途发动机的點火延遲。這是由於化學電池需要為啟動電路充電（這時操作員可能聽到類似於早期整合了閃光燈的照相機拍攝時、閃光燈電路因充電而發出的嗚嗚聲）。這通常會導致操作員緊張，操作員會以為即將發射導彈的發射器隨時突然爆炸。導彈是以一台“擊發用途發動機”將其射出發射管，擊發用途發動機是一台火箭發動機，在發射管內點燃，以免其排出的尾焰傷害操作員。導彈從操作員身邊遠離，並在其後部點燃紅外線熱焰。
在導彈距離射手約30—50公尺以後，導彈向前推進，並由導彈體縱向對齊排列的30對液態燃料微型火箭發動機引導至目標。火箭以螺旋狀旋轉形式推進著導彈向前飛行，推進器成對放出噴射焰，將導彈向前推動，並保持在目標位置以上。瞄準控制器激活了這些裝置，然後瞄準控制器將信號沿導線發送到導彈，導線從導彈後方卷出以保持導彈與控制器連接。操作員將瞄準控制器保持在目標以上；瞄準裝置追踪紅外線熱焰，並傳送修正數據到導彈上的彈載電動機，帶動飛行中的導彈直到瞄準點。運轉中的彈載電動機直到被點燃前，既需要保持導彈朝著瞄準點進行資料修正，又需要保持它向前推進。導彈朝靜止目標推進且由固定地點的射手追踪時，每隔大約0.5至1秒就會點燃一次推進器，導致其向下飛行時會發出其代表性的“砰”的聲音。如果操作員以超過彈載電動機的資料處理能力過度糾正瞄準點，導彈就會自己掉在地上。相反，如果制導導線斷裂，導彈將迅速點燃火箭，使導彈迅速上升。這是一款無後座力的武器——發射器在發射時本身並無“踢”一般有真實感的後座力——但肩膀上的30磅導彈重量突然消失了，導致許多士兵蹙縮而丟失目標的軌道，繼而令導彈掉在地上。當然，這關乎砲手本身的素質和技術，甚至還有現在的情況。
龍式導彈在美國士兵當中並不受歡迎，特別是美國陸軍非常不喜歡龍式反坦克導彈。由於作為導彈而言的射程相對較短以及導彈朝向目標飛行時發出明顯的“砰”的聲音，以在美國和蘇聯在歐洲爆發敵對行動的情況為前提以下，預計龍式導彈小隊將因被發現而以傷亡慘重收場。

## 部件組成
龍式導彈的發射器系統由滑膛式玻璃钢強化塑料發射管，後膛／燃氣產生器、追踪器、兩腳架、電池、發射器背帶以及前後避震器所組成。為了擊發導彈，必須加裝並非整體式的日間或夜間瞄準具。使用時，操作員可以站立、跪姿或獨特的坐姿發射導彈。雖然發射器本身是僅為發射一發的消耗品，但瞄準具可被拆卸下來並且重新使用。

### 便攜式發射管
該導彈一出廠就被密封在深綠色玻璃纖維圓筒狀發射管以內，並且被黃色條紋覆蓋。發射管以上可裝上一條可調節的帶子以便運輸，這時還可在發管末端裝上大型聚苯乙烯泡沫蓋以保護導彈免受撞擊，在發射前將保護蓋移除即可使用。
在發射器的正下方是一具折疊式兩腳架，運輸時由一條小皮帶所固定，通常在發射前展開。瞄準具通過內置電路連接器的安裝導軌夾在發射管以上，每台瞄準具的紅外接收器由安裝在發射管後方的小电池所供電。

### 導彈
發射時，利用粉末狀裝藥，自行卸除龍式導彈的後座力並將其從便攜式發射管以內彈出。然後，導彈將激活其制導時所需的兩個部件：一條在其飛行途中展開的制導導線和一盞位於尾部的紅外線熱焰裝置。
為了確保龍式導彈在飛行過程中的穩定性，三枚弧狀的尾翼從導彈尾部展開，在超級龍式導彈變體版本上有四個折疊鰭；與此同時，在導彈飛行到65公尺的距離以後，就會解除最後的保險、準備讓锥形装药起爆。
由於沿著龍式導彈主體的整體長度排列的30對液態燃料微型火箭發動機會順序的放出噴射焰，導彈會以90 到 100米／秒的速度、呈螺旋狀旋轉形式向其目標推進。在超級龍式導彈變體版本上有60對液態燃料微型火箭發動，撞擊目標以前的速度可達200米／秒（720公里／小時，447.39英里／小時，马赫數0.59）。

### SU-36/P日間追踪系統
瞄準系統包括由Kollsman研製的光電式日間追踪器SU-36/P，每次發射龍式導彈以後都可拆下並再度使用。其重量為3.1千克，完全由铝製成，其光學元件由橡膠護罩所保護。SU-36/P的視場為6°，放大倍率為6倍。操作員具有可變放大倍率的單目式標線，除了中央的十字線以外，還有兩條垂直的間距線。在操作員的出瞳右側為一具紅外接收器，由配備了滤光器的大型鏡頭所組成，用於捕捉導彈在其飛行過程中發出的紅外熱焰信號。

### AN/TAS-5被動熱成像瞄準器或夜間追踪系統
1975年，德州仪器研製了AN/TAS-5，可提供4倍的放大倍率，最初開發商試圖為龍式製造熱光學示波器，第一個版本 AN/TAS-3，是一種輕巧的、電池供電的、被動熱成像系統，在這個熱成像中，使用綠黑是兩種顏色，這個瞄準具應該用在M47 龍式反坦克導彈上，但很遺憾，這個瞄準具從未被採用和使用過，因為在測試過程中這個瞄準具失敗並由於某種原因出現了嚴重故障和並不完全令人滿意，因此，陸軍和海軍陸戰隊採用了 AN /TAS-5 瞄準具和投入生產，視場可在3.4°至6°之間調節。它將紅外線發射轉換為電信號，這將根據目標環境的溫度以類似熱瞄準具的相機的方式恢復呈現紅橙黑三色的圖像。可在電視式屏幕以上調整其對比度和亮度。紅外取景器由四位開關所供電：第一個用以開關系統電源；第二個用光指示器以檢查電池和冷卻液的使用狀態；第三個用以激活取景器；第四、即最後一個用以排出其容納冷卻氣體的匣子。
這種瞄準具提高了砲手在能見度有限的情況下與目標交戰的能力。 目標可以在白天和能見度有限的情況下受到攻擊，例如煙霧、霧氣或黑暗。 這使龍砲手在低能見度和黑暗能見度方面具有良好的優勢，但該瞄準具本身有 9.82 公斤，比 SU-36/P 日用瞄準鏡重。
AN/TAS-5無需外部電源：它裝有自身的4.8伏特直流式可充電式電池 ，使其具有兩小時的運作自主性。

### M57電子雷管
發射系統是由M57電子雷管所組成。這個一包香煙盒尺寸的小塑料盒，包括觸發器、電源插座和保險桿。在龍式導彈以上使用時，它會連接到瞄準具以上。通常被士兵稱為“噼啪器”；M57電雷管也被M18A1「闊刀」反步兵地雷用作雷管。

## 制導系統
龍式導彈採用了以前在BGM-71「拖」式導彈上所使用的“跟踪控制總成”英文意思 TCA(Tracking Control Assembly)制導系統。有了這個系統，所有使用的步兵都是藉由光學瞄準及追踪系統進行觀察，並使其與鏡頭保持完全精確的對齊。
同時，與追踪系統平行安裝的次要光電系統在視覺上接收來自位於導彈尾部的紅外線熱焰裝置的熱輻射（通常為红外线），並聚焦在敏感的接收／定位器以上。這通過計算器持續測量熱源（導彈）相對於固定在物鏡以上的瞄準具的位置，面對任何偏差都會自動發出所需的校正信號，而該信號又沿著導線傳給與發射器連接的導彈，而當中無需操作員的任何干預。

## 衍生型
龍
基本型導彈 M222 導彈重 11.5 公斤，在 1154 毫米長的發射管中長 744 毫米。 相當基本的彈頭可以穿透 330 毫米的裝甲板。
龍II式
龍II式是一個簡單的彈頭升級，也被稱為“第二代龍”，最初稱為“Dragon PIP”。 1986 年。 美國海軍陸戰隊的變體，帶有改進的彈頭，該彈頭的穿透力增加了 85%，穿透 610 毫米（24 英寸）軋壓均質裝甲。 在美國海軍陸戰隊服役中被指定為 MK 1 Mod 0，發射管重 12.3 公斤（27.2 磅）而長度增加到 846 毫米。1985年底、1986年初，美國陸軍跟隨海軍陸戰隊概念對龍II導彈進行升級改造， 到 1988 年，所有美國海軍陸戰隊龍式反坦克飛彈都轉換為該標準，與此同時，原版龍導彈保留在美軍繼續使用，但一半的陸軍部隊已經在 80 年代後期將“龍”升級為“龍 II”作為標準版本。非正式有時稱為 FGM-77B。
龍III式
也被稱為第三代龍。第二階段 PIP(英文意思:Product Improvement Program/中文意思:產品改進計劃或也被稱為現代化計劃) 原型通過增加一個新的維持發動機飛行速度增加了大約 1.5 公里（0.9 英里）到 1.75 公里（1.08 英里），飛行速度為 150 米/秒 到 175 米/秒. 還將增加一個具有附加跟踪功能的現代計算機瞄準具，這與改進的鼻錐相結合，將爆炸可靠性提高，並使用雙聚能裝藥或串聯裝藥和前驅裝藥。 但計劃在 1989 年被取消，看來經過改進的基本想法將延續到超級龍式。 非正式有時稱為 FGM-77C。
超級龍式
1990. 也稱為龍式II+。 最後的美國M47龍式反坦克導彈變體似乎是在瑞士為基於 PIP 的出口客戶生產的。 生產的總數尚不清楚，但在 1997 年停產時，最少生產已經生產了 2,755 枚導彈：沒有已知的買家。 改進後的馬達也增加了射程，推進器能夠射程增加到 2 公里（1.2 英里），發動機也得到了改進，在導彈上增加了30對液態燃料微型火箭發動機共有60，使導彈能夠在 4.5 到 5 秒內達到 1000 米的射程，比原導彈的 11 秒飛行時間快得多，飛行速度增加約 200 米/秒，爆炸可靠性增加到 98%，此外，彈頭改為強大的雙聚能裝藥或錐形裝藥或串聯空心裝藥彈頭，前體裝藥安裝在防區桿上：據說性能為 950 毫米（ 37.4 英寸）在反應裝甲層後面的軋壓均質裝甲。 導彈的總長度可能比之前的示例長 3.94"，發射管重 14.8 千克（32.6 磅）。
第二個最終改進是帶有激光制導的新型日/夜組合跟踪器。 但這種改進M47龍式反坦克導彈僅適用於美國海軍陸戰隊購買的這種變體，從 1990 年開始服役到 2001 年，而陸軍則選擇從 1990 年代開始等待標槍服役。
雷電
雷電反坦克導彈為伊朗對龍的其中一款衍生型作出逆向工程所研發的彷製型。2002年，它們在雅典衛冕展覽以上展出，而當時它已經正處於大量生產階段。真主党已經收購了雷電並且用於反坦克與反裝甲用途。
已知的版本包括雷電1式是龍II式和雷電2式是超級龍的副本和雷電4是一種帶有溫壓彈頭的獨特變體，至於雷電3目前還不清楚。主要生產用於出口，只發給伊朗伊斯蘭革命衛隊（伊朗國民警衛隊）。

## 使用國

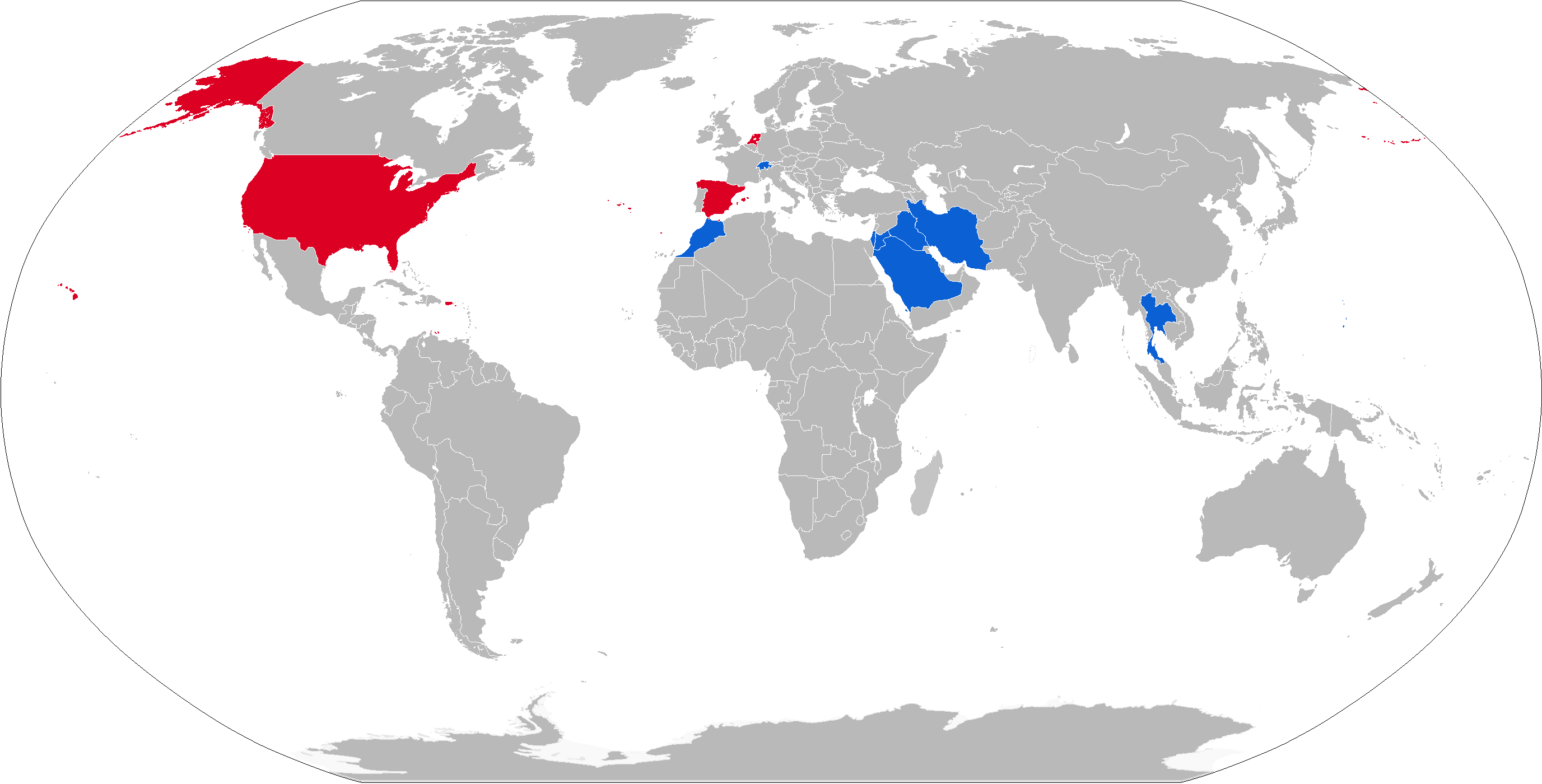
藍色為龍式導彈的使用國，而紅色則是前使用國。

### 現在的使用國
- 伊朗[7]
- 摩洛哥[7]
- 沙烏地阿拉伯
- 泰國[7]
- 葉門（胡塞武装组织）

### 過去的使用國
- 以色列[7]
- 伊拉克：收繳從伊朗繳獲的龍式導彈。[2]並不操作而且未被使用。
- 荷蘭：[7]2001年8月被拉斐爾長釘反坦克導彈所取代。[8]
- 西班牙：[7]逐步退役，並且被拉斐爾長釘反坦克導彈取代。[8]
- 瑞士：[9]命名為PAL BB 77，2008年1月1日退出現役。
- 美国：[7]被FGM-148「標槍」所取代。
- 约旦[7]被FGM-148「標槍」所取代。

## 流行文化

### 电影
- 1990年—《铁血战士2》：只在天蠍的軍械庫中出現。

### 电子游戏
- 1990年—《合金装备2 索利德·斯内克》：遙控型，可在遊戲中發現。
- 1997年—《異塵餘生》：裝上SU-36/P日間追踪系統、如巴祖卡般的擴大發射管口和無兩腳架，命名為「羅克韋爾巨型巴祖卡火箭發射器」。
- 2003年—《王国的兴起》：馬雅人於資訊時代的特殊兵種。
- 2005年—《狀況開始！》：於背景畫面中，放在儲物櫃的頂部。
- 2010年—《潛龍諜影 和平先驅》：裝上SU-36/P日間追踪系統，命名為「M47」，奇怪地會在1974年出現、可不展開兩腳架以下擊發、導彈可鎖定及射後不理以及「重裝」時拋棄包括追踪系統在內的整具發射器。

## 圖集

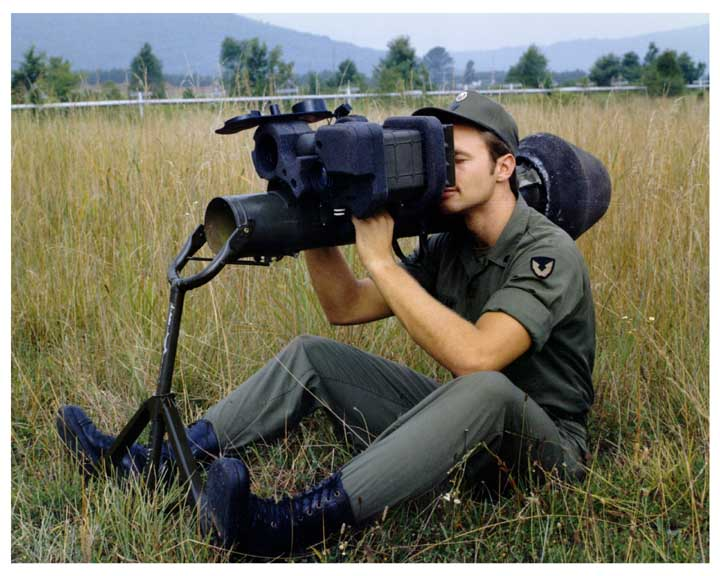
架起兩腳架並且瞄準中的美國陸軍士兵
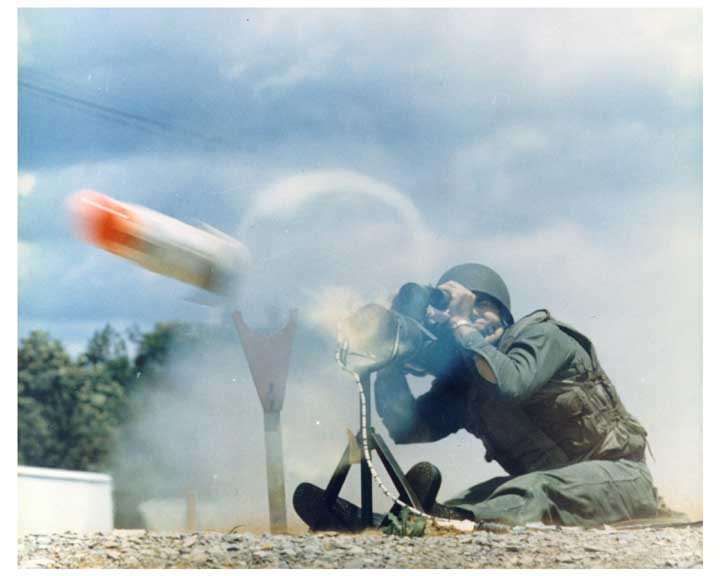
美國陸軍士兵發射龍式導彈
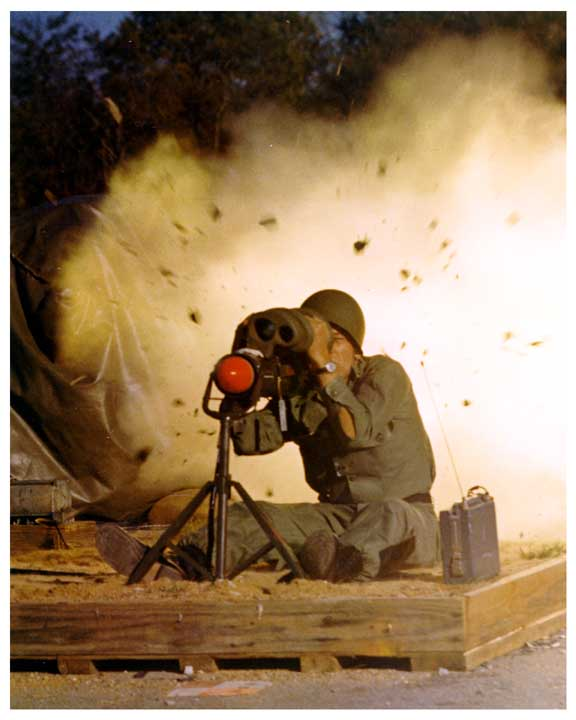
同上，從正面拍攝
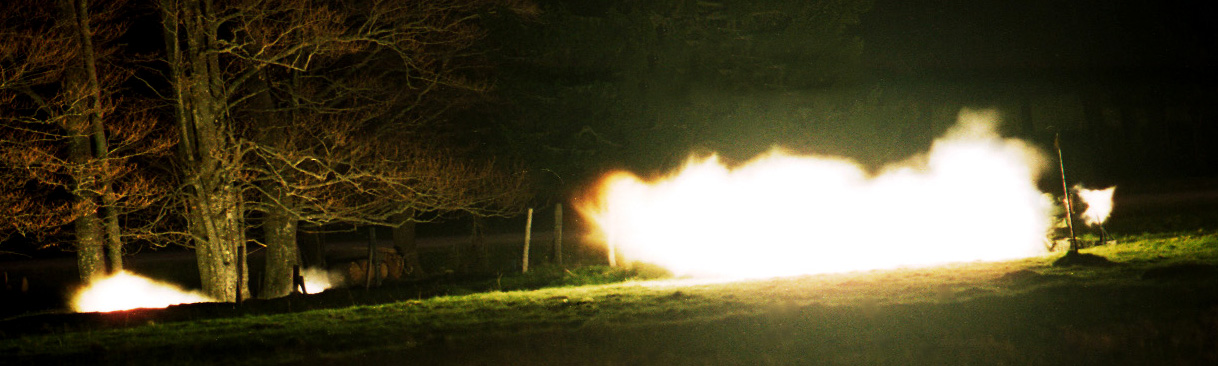
夜間發射時
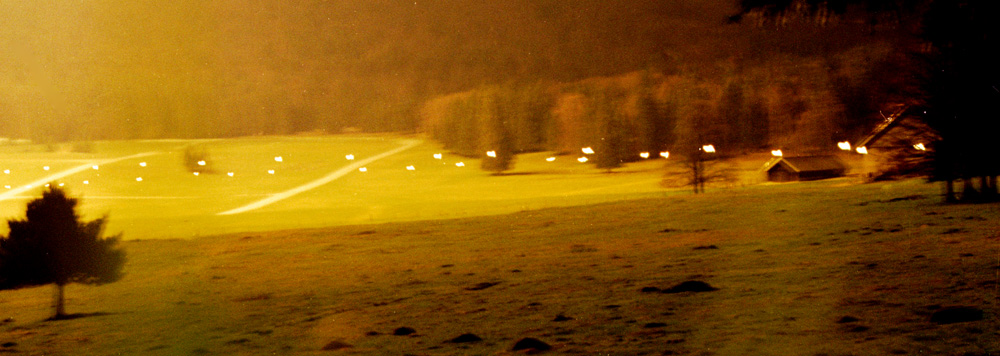
控制導彈的熱焰（長時間曝光拍攝效果）
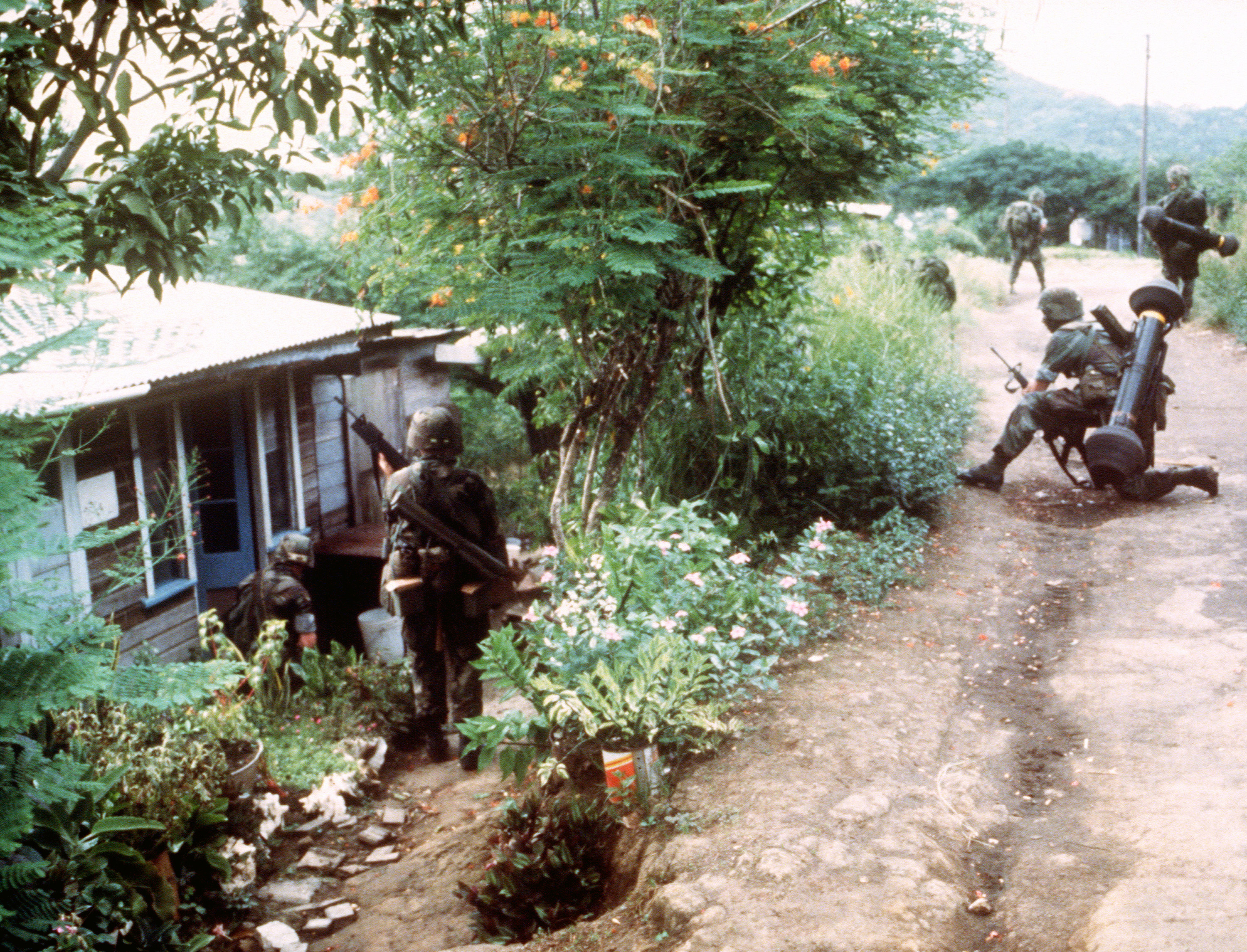
1983年10月，在入侵格林納達期間攜帶了龍式導彈的美國陸軍士兵。
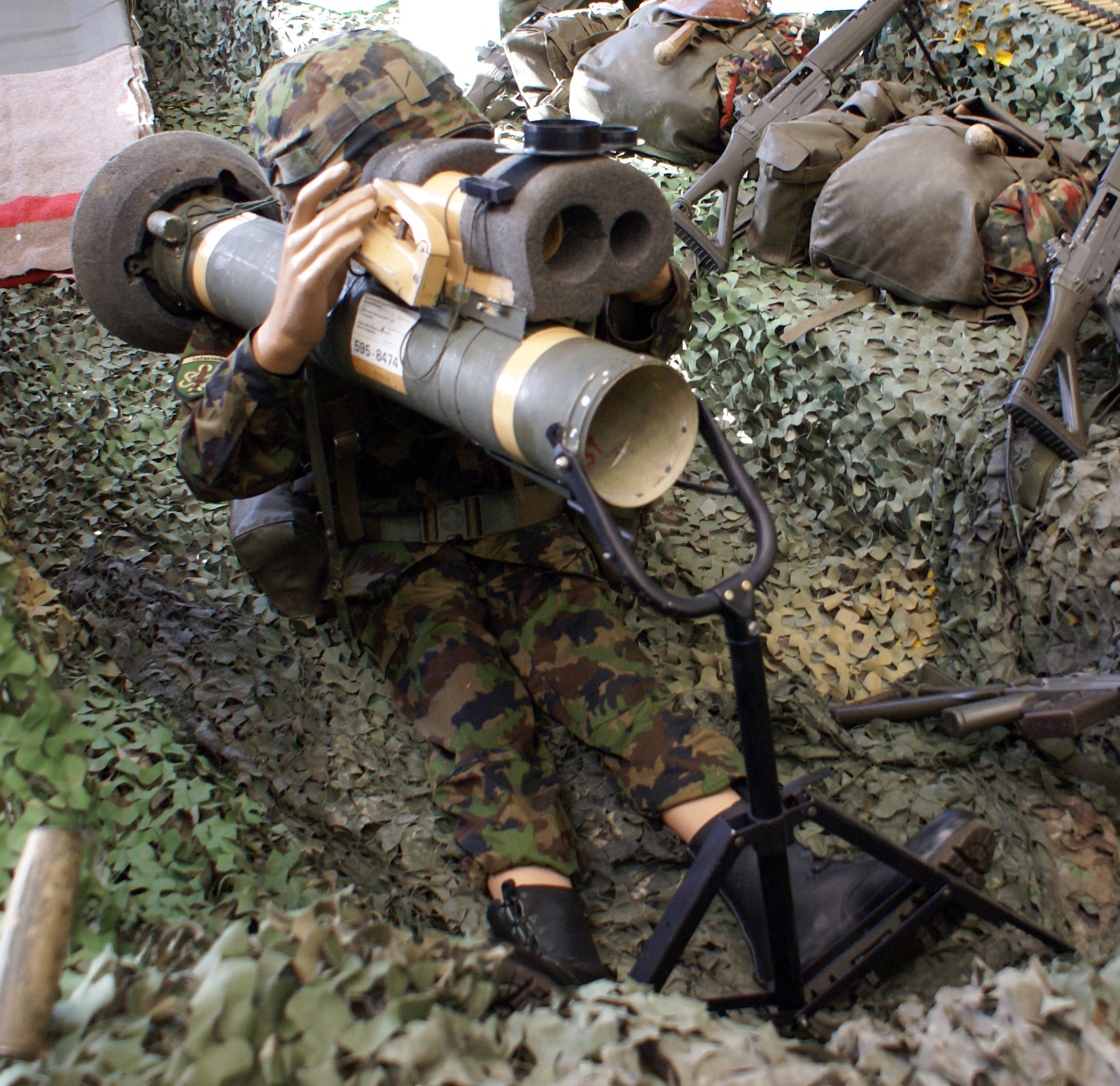
2006年10月，展覽上使用龍式導彈的瑞士軍隊士兵。
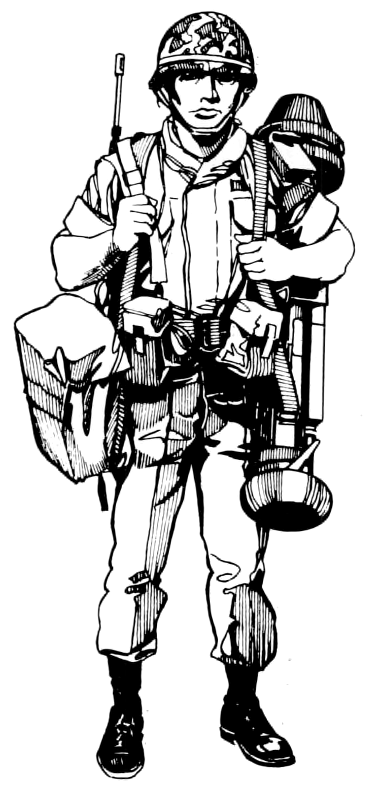
作戰狀態以下裝備龍式導彈的M16突擊步槍的士兵樣板。
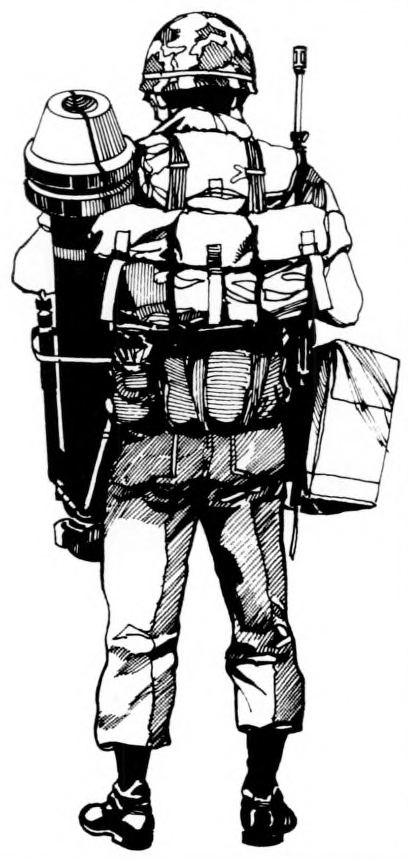
同上，背面
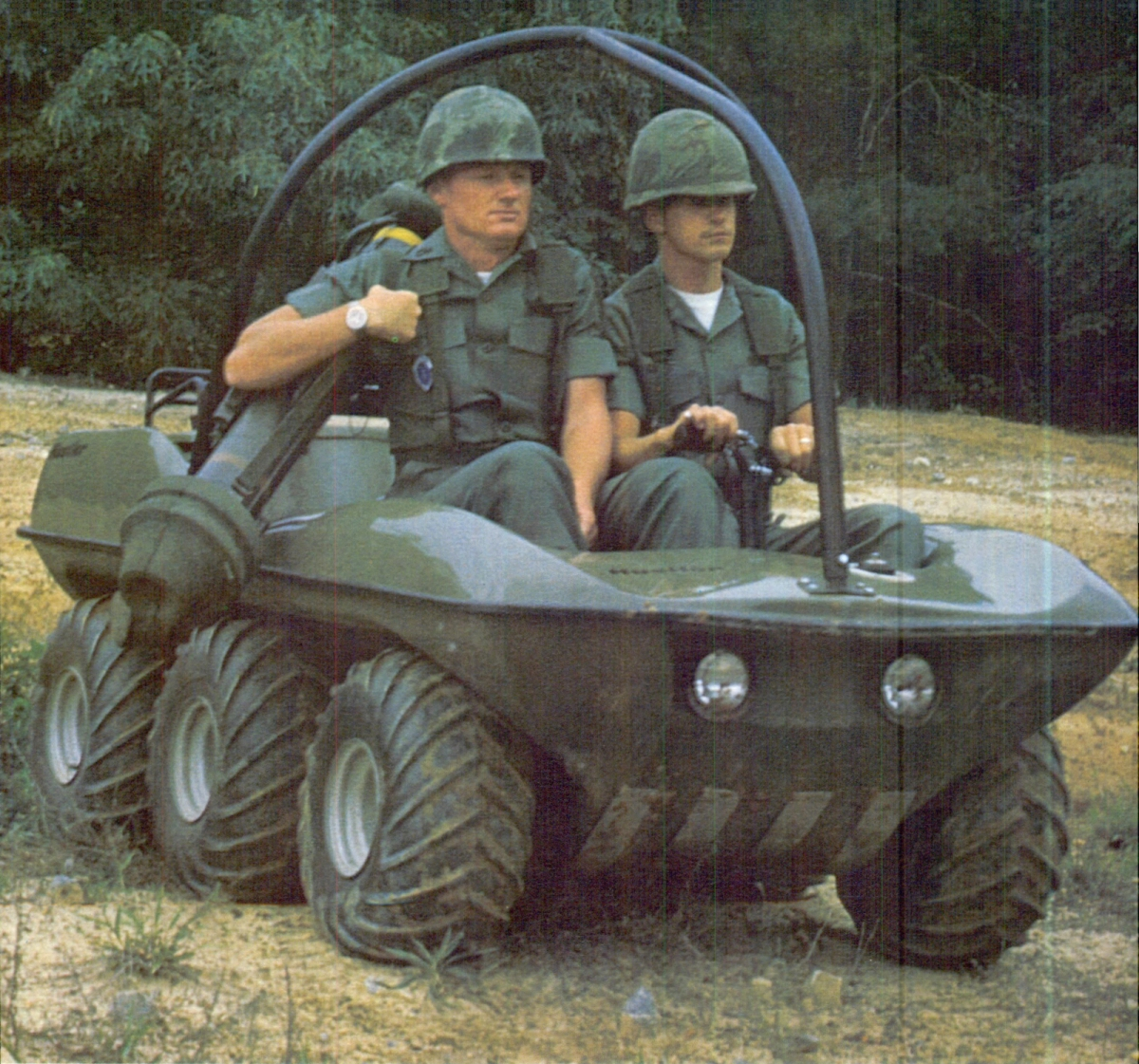
坐上六輪通用運輸車的龍式導彈小隊

## 資料來源
1. 1 2  . 2008-01-19  [2009-01-11]. （原始内容存档于2011-07-23）.
2. 1 2 3  . 美國科學家聯盟.   [2009-01-11]. （原始内容存档于2008-12-24）.
3. 1 2 3 4 5  . Middle East Newsline. 2002-12-03  [2009-11-17]. （原始内容存档于2003-05-08）.
4. ↑  Figueroa, Jose. . Marines. 2000-11-21  [2012-12-30]. （原始内容存档于2013-02-19）.
5. ↑  . Olive-Drab.   [2009-01-11]. （原始内容存档于2008-05-17）.
6. ↑  Riad Kahwaji. . Ocus.net. 2006-08-20  [2009-01-10]. （原始内容存档于2009-02-27）.
7. 1 2 3 4 5 6 7 8  Jones, Richard D. Jane's Infantry Weapons 2009/2010. Jane's Information Group; 35 edition (January 27, 2009). ISBN 978-0-7106-2869-5.
8. 1 2  . Army Technology.   [2009-01-20]. （原始内容存档于2009-01-27）.
9. ↑  . Federal Department of Defence, Civil Protection and Sports. 2007-10-23  [2016-07-09]. （原始内容存档于2016-01-21）.

## 外部連結
- （英文）—McDonnell-Douglas FGM-77 Dragon – Designation Systems （页面存档备份，存于）
- （英文）—M-47 DRAGON Anti-Tank Guided Missile （页面存档备份，存于）
- （英文）—M47 Dragon Medium Anti-tank Weapon System （页面存档备份，存于）
- （英文）—Raytheon M47 Dragon Portable Wire-Guided Anti-Tank Missile System （页面存档备份，存于）